# آندریاس آرستیدو
آندریاس آرستیدو (انگلیسی: Andreas Arestidou؛ زادهٔ ۶ دسامبر ۱۹۸۹) بازیکن فوتبال اهل بریتانیا است.
از باشگاه‌هایی که در آن بازی کرده‌است می‌توان به باشگاه فوتبال نانت‌ویچ، باشگاه فوتبال بلکبرن روورز، باشگاه فوتبال پرستون نورث اند، باشگاه فوتبال مورکم، باشگاه فوتبال لانکستر، باشگاه فوتبال فلیتوود، باشگاه فوتبال نیوکاسل یونایتد، و باشگاه فوتبال شروزبری تاون اشاره کرد.